# NK Horvati 1975
Nogometni klub Horvati 1975 hrvatski je nogometni klub iz naselja Horvati u gradu Zagrebu. Osnovan je 1975., a obnovljen 2005. Trenutačno jedino ima veteransku momčad.

## Vanjske poveznice
- Profil, HNS Semafor